# ¿Quién mató a Palomino Molero?
¿Quién mató a Palomino Molero? es la octava novela del escritor peruano Mario Vargas Llosa, publicada por primera vez en 1986. La novela comienza con el descubrimiento de un cuerpo brutalmente asesinado de un joven aviador llamado Palomino Molero, de una cercana base militar en el norte de Perú. El autor utiliza la estructura de una novela policiaca para examinar el lado oscuro de la naturaleza humana, la corrupción política y los prejuicios de clase en el Perú de los años 1950.
Este libro ha sido traducido al portugués (en Brasil), inglés, francés, italiano, neerlandés, alemán, portugués (en Portugal), danés, macedonio, esloveno, ruso, húngaro, hebreo, turco, japonés, albanés, polaco,eslovaco, rumano, persa y al chino.